# Regueiro da Vila
Regueiro da Vila (llamada oficialmente O Regueiro da Vila) es una aldea española situada en la parroquia de Abegondo, del municipio de Abegondo, en la provincia de La Coruña, Galicia.

## Demografía
| Gráfica de evolución demográfica de Regueiro da Vila entre 1999 y 2018 |
|                                                                        |
| Datos según el nomenclátor publicado por el INE.                       |